# ミチヨ・フカヤ
ミチヨ・フカヤ（英: Michiyo Fukaya、1953年4月25日 - 1987年7月9日）、またはミチヨ・コーネル（英: Michiyo Cornell）は、レズビアンならびにアジア系アメリカ人のコミュニティにおいて重要な役割を果たしたフェミニストの詩人・社会運動家。日系アメリカ人。
1979年、フカヤは第一回全米第三世界レズビアン・ゲイ会議「Living in Asian America: An Asian American Lesbian's Address Before the Washington Monument」と題する演説をおこなった。フカヤは、第三世界の男女に対する抑圧とアジア系アメリカ人のレズビアン・ゲイが経験した抑圧を重ね合わせ、これらの抑圧はいずれも白人による人種差別に端を発するものであると認めた。また、レズビアンやゲイの社会運動のなかで起きている人種差別と、拡大をつづけるアジア系アメリカ人コミュニティにみられるヘテロセクシズム（異性愛主義）について注意をうながした。フカヤの著作は、『アゼリア: 第三世界レズビアンによる雑誌』をはじめとした出版物に掲載された。彼女の詩や散文は『A Fire Is Burning, It Is In Me: The Life and Writing of Michiyo Fukaya』として編纂された。
フカヤは、その生涯での長い期間、うつ病に苦しんだ。アジア系アメリカ人のレズビアンとして、また、シングルマザーとしてバーモント州に生きることに困難を感じていた。結果として、1987年7月9日、わずか34歳の若さで拳銃によって頭部を撃ち抜き、自殺を遂げた。